# Dassault Hirondelle
Dassault Hirondelle (izvorno MD.320) je bio francuski dvomotorni turboprop zrakoplov. Razvoj je započeo nakon što je ratno zrakoplovstvo objavilo da traži zamjene za svoje Beechcraft 18 i Douglas DC-3. Uloga novog zrakoplova je trebala biti obuka pilota navigatora te održavanje veze. Kako su u to vrijeme vojska i privatna klijentela preferirali mlazne zrakoplove, od projekta se odustalao.